# Rasa de Meix
La Rasa de Meix és un torrent afluent per la dreta del Cardener al Solsonès.

## Xarxa hidrogràfica

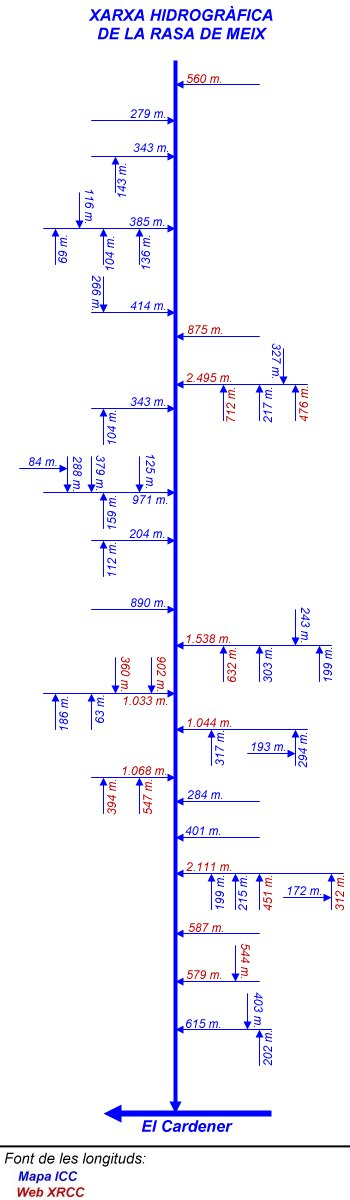
Xarxa hidrogràfica de la Rasa de Meix

La xarxa hidrogràfica de la Rasa de Meix està integrada per 60 cursos fluvials que sumen una longitud total de 35.154 m. 28.363 m. transcorren pel terme municipal de Lladurs i 7.151 ho fan pel d'Olius.
El vessant dret de la conca consta de 30 cursos fluvials que sumen una longitud d'11.151 m. mentre que el vessant esquerre inclou 29 cursos fluvials que sumen una longitud de 16.625 m.

## Municipis per on passa
Des del seu naixement, la Rasa de Meix passa successivament pels següents termes municipals.
|                                        | Longitud (en m.) | % del recorregut |
| -------------------------------------- | ---------------- | ---------------- |
| Per l'interior del municipi de Lladurs | 4.491            | 66,97%           |
| Fent de frontera entre Lladurs i Olius | 215              | 2,91%            |
| Per l'interior del municipi d'Olius    | 2.222            | 30,12%           |

## Mapa del seu curs
- Mapa de l'ICC